# Goole AFC
Goole AFC (celým názvem: Goole Association Football Club) je anglický fotbalový klub, který sídlí ve městě Goole v nemetropolitním hrabství East Riding of Yorkshire. Založen byl v roce 1997 po zániku původního Goole Town FC. Od sezóny 2018/19 hraje v Northern Counties East League Premier Division (9. nejvyšší soutěž). Klubové barvy jsou červená a černá.
Své domácí zápasy odehrává na stadionu Victoria Pleasure Grounds s kapacitou 3 000 diváků.

## Úspěchy v domácích pohárech
Zdroj: 
- FA Cup
  - 2. předkolo: 2000/01, 2005/06
- FA Trophy
  - 2. předkolo: 2005/06, 2014/15
- FA Vase
  - 5. kolo: 1998/99

## Umístění v jednotlivých sezonách
Stručný přehled
Zdroj: 
- 1997–1998: Central Midlands League (Premier Division)
- 1998–1999: Central Midlands League (Supreme Division)
- 1999–2000: Northern Counties East League (Division One)
- 2000–2005: Northern Counties East League (Premier Division)
- 2005–2007: Northern Premier League (Division One)
- 2007–2012: Northern Premier League (Division One South)
- 2012–2013: Northern Premier League (Division One North)
- 2013–2016: Northern Premier League (Division One South)
- 2016–2018: Northern Premier League (Division One North)
- 2018– : Northern Counties East League (Premier Division)

Jednotlivé ročníky
Zdroj: 
Legenda: Z - zápasy, V - výhry, R - remízy, P - porážky, VG - vstřelené góly, OG - obdržené góly, +/- - rozdíl skóre, B - body, červené podbarvení - sestup, zelené podbarvení - postup, fialové podbarvení - reorganizace, změna skupiny či soutěže
| Sezóny  | Liga                                             | Úroveň | Z  | V  | R  | P  | VG | OG  | +/- | B  | Pozice |
| ------- | ------------------------------------------------ | ------ | -- | -- | -- | -- | -- | --- | --- | -- | ------ |
| 2009/10 | Northern Premier League (Division One South)     | 8      | 42 | 12 | 10 | 20 | 70 | 84  | -14 | 46 | 18.    |
| 2010/11 | Northern Premier League (Division One South)     | 8      | 42 | 16 | 6  | 20 | 78 | 93  | -15 | 54 | 13.    |
| 2011/12 | Northern Premier League (Division One South)     | 8      | 42 | 18 | 8  | 16 | 72 | 78  | -6  | 62 | 10.    |
| 2012/13 | Northern Premier League (Division One North)     | 8      | 42 | 5  | 8  | 29 | 44 | 89  | -45 | 23 | 21.    |
| 2013/14 | Northern Premier League (Division One South)     | 8      | 40 | 15 | 6  | 19 | 61 | 76  | -15 | 51 | 13.    |
| 2014/15 | Northern Premier League (Division One South)     | 8      | 42 | 12 | 10 | 20 | 53 | 66  | -13 | 46 | 16.    |
| 2015/16 | Northern Premier League (Division One South)     | 8      | 42 | 10 | 8  | 24 | 51 | 87  | -36 | 38 | 19.    |
| 2016/17 | Northern Premier League (Division One North)     | 8      | 42 | 9  | 9  | 24 | 39 | 83  | -44 | 36 | 21.    |
| 2017/18 | Northern Premier League (Division One North)     | 8      | 42 | 8  | 7  | 27 | 49 | 109 | -60 | 31 | 22.    |
| 2018/19 | Northern Counties East League (Premier Division) | 9      | 42 |    |    |    |    |     |     |    |        |